# Thysanota galena
Thysanota galena är en fjärilsart som beskrevs av Bates 1868. Thysanota galena ingår i släktet Thysanota och familjen Riodinidae. Inga underarter finns listade i Catalogue of Life.